# 庫卡里
51°41′21″N 30°36′8″E / 51.68917°N 30.60222°E
庫卡里（烏克蘭語：Кукарі），是烏克蘭北部的村莊，隸屬切爾尼希夫州的切爾尼希夫區。該村始建於882年，面積0.27平方公里，海拔高度110米，2001年人口33，人口密度每平方公里122.2人。